# Ninjas in Pyjamas
Ninjas in Pyjamas або NIP (укр. Ніндзя в піжамах) — шведська кіберспортивна організація як найбільше відома командою по Counter-Strike 2.
Також має свої склади в Valorant, Rainbow Six Siege та FIFA.

## Основний склад
| Країна         | Нік            | Повне ім'я        | Роль              |
| Основний склад | Основний склад | Основний склад    | Основний склад    |
| -------------- | -------------- | ----------------- | ----------------- |
| Данія          | Snappi         | Marco Pfeiffer    | Капітан           |
| Україна        | r1nkle         | Артем Мороз       | Авапер            |
| Данія          | sjuush         | Rasmus Beck       | Ріфлер            |
| Португалія     | ewjerkz        | Michel Pinto      | Ріфлер            |
| Польща         | xKacpersky     | Kacper Gabara     | Ріфлер            |
| Тренер         |                |                   |                   |
| Швеція         | Xizt           | Richard Landström | Richard Landström |
| Iнактив        |                |                   |                   |
| Швеція         | hampus         | Хампус Позер      | Хампус Позер      |
| Швеція         | Brollan        | Людвiг Бролiн     | Людвiг Бролiн     |

##### Історія заснування
У червні 2000 року Томмі " Potti " Інгемарссон і Крістоффер " Tootzi " Олссон заснували NiP як клан на основі локальної мережі. З часом приєдналося більше гравців, і NiP починає залишати свій слід на шведській сцені Counter-Strike. Кілька перемог в онлайн- та незначних офлайн-змаганнях і лігах забезпечили їм репутацію найкращого шведського клану. Ранній клан NiP іноді змінював кілька назв і грав у безлічі офлайнових локальних мереж.

## Початок в CS: GO
Ninjas in Pyjamas оголосили про повернення з новою командою для гри Counter-Strike: Global Offensive . NiP підписав контракт з Патріком " f0rest " Ліндбергом і Крістофером " GeT_RiGhT " Олесунном з SK Gaming, Річардом " Xizt " Ландстремом з Fnatic і двома гравцями з CS: Source, Адамом " friberg " Фрібергом і Робіном " Fifflaren " Йоханссоном.
NiP здобули свою першу перемогу в CS: GO онлайн в Go4CS: GO Cup #6 . Потім вони відвідали і виграли свій перший захід LAN на DreamHack Valencia 2012 ,. Далі Ninjas грали на Electronic Sports World Cup 2012 , чия кваліфікація в скандинавських країнах показала, що NiP переконливо виграв, не пропустивши жодної карти, отже пройшовши кваліфікацію та повністю оплативши свою подорож.
У зимовому сезоні ESL Major Series 2012 NiP піднявся на вершину своєї групи, здобувши перемогу над усіма командами, крім ASES Club, проти якого вони зіграли в нічию.
Наступна подія LAN буде DreamHack Winter 2012 , де вони пройшли без поразок, знову зіткнувшись один з одним і перемігши VeryGames у фіналі. NiP продовжив свою переможну серію до 2012 року, і Northcon 2012 став їхньою останньою подією LAN цього року. Будучи поміщеним у групу, що складається з CPLAY, MaxFloPlaY та LowLandLions, NiP легко проходить через непрограш і виходить у плей-офф, де вони отримають вихід у 1/8 фіналу, перш ніж знову без поразок виграти турнір над ESC
У 2013 році, після кількох виграних змагань, NiP зазнали своєї першої онлайн-програші в EMS One Season Cup #1 після поразки n!faculty у чвертьфіналі. Протягом сезону NiP обійшов онлайн-відбіркові турніри SLTV StarSeries V, які вони завершили як найкраща команда з 13 перемогами та лише однією поразкою від Virtus.pro .
NiP розпочав рік із cs_summit 2 як своєї першої локальної мережі, пропустивши ELEAGUE Major: Boston через непрохідність кваліфікації у 2017 році. Однак подія виявилася великим розчаруванням для Ninjas, оскільки вони програли з рахунком 2-1 Team Liquid у верхній сетці, перш ніж вилетіти з останнього місця від Heroic, також з рахунком 2-1. Цей результат спонукав NiP залишити «Xizt» і звільнити місце для Денніса «Dennis» Едмана, і, таким чином, завершив серію найдовшого домінування в грі, залишивши лише «f0rest» і «GeT_RiGhT» з оригінального списку NiP.
Вперше за два роки Ninjas повернулися до циклу Major, пройшовши кваліфікацію на FACEIT Major в Лондоні. Вони пройшли етап New Challengers з рахунком 3-0, але були вибиті з рахунком 2-3 на етапі New Legends після поразок від Natus Vincere , Team Liquid і MIBR . Після Major вони посіли третє місце на BLAST Pro Series Istanbul, але потім розчарували 5-6-е місце на EPICENTER. Коли вони пройшли до BLAST Pro Series Copenhagen, вони показали домінування, перемігши такі команди, як Astralis, MIBR і Cloud9 , і зрівнявшись з FaZe Однак, потрапивши у фінал проти Natus Vincere, вони програли з рахунком 0-2.
На наступному великому турнірі, IEM Katowice 2019 , NiP вийшов у плей-офф вперше з MLG Columbus 2016 , перемігши FURIA , HellRaisers і Vitality . Однак після мажора їхні результати були неоднозначними, виходячи або в групах, або на першому етапі плей-офф. Вони також мали легку нестабільність у складі через те, що «Dennis» зробив невелику перерву у грі, а «draken» тимчасово повернувся до складу, щоб виступити в якості замінника. Однак, незважаючи на те, що їх повний список повернувся, NiP ставали все більш незадоволеними своїм розміщенням.
У червні 2019 року NiP вперше за рік змінив склад. Вони підписали Ніколаса Гонсалеса " Plopski " Замору, щоб замінити «Dennis» в списку. Їхній перший захід із складом, ESL One Cologne 2019 , продемонстрував багатообіцяючі результати, коли команда вийшла в плей-офф. Проте, за чутками, після майбутнього мажора відбудуться нові зміни, а легенда GeT_RiGhT перейшов до Dignitas, де і закінчив свою кар'єру.В 2021 році до NiP приєднався Ніколай device Редц, де виграли IEM Fall 2021 Europe, після того гравець пішов в інактив на довгий час, а потім повернувся до своєї минулої команди Astralis. Йому швидко знайшли заміну але es3tag показував не дуже гарні результати і в результаті цього було прийнято рішення знайти іншого гравця. На позицію Авапера, керівництво NiP, роздивлялись багато варіантів. Вони обрали українського гравця який став 3-тім випускником академії який грає за топ-команду.